# Convex C3800
Convex C3800 је професионални рачунар, производ фирме Convex Computer Corp. који је почео да се израђује у Сједињеним Америчким Државама током 1991. године.
Користио је 2 до 8 микропроцесора а RAM меморија рачунара C3800 је имала капацитет од 512 MB до 4 GB. 
Као оперативни систем кориштен је Convex OS.

## Детаљни подаци
Детаљнији подаци о рачунару C3800 су дати у табели испод.
|                       |                                                               |
| [ 1 ]                 |                                                               |
| Произвођач            |                                                               |
| Тип                   | професионални рачунар                                         |
| Меморија              | 512 до 4 GB                                                   |
| Поријекло             | Сједињене Америчке Државе                                     |
| Година                | 1991                                                          |
| Тастатура             | видео терминал                                                |
| Процесор              | 2 до 8 процесора                                              |
| Фреквенција процесора | 240 Mflops до 2 Gflops                                        |
| RAM                   | 512 до 4 GB                                                   |
| ROM                   |                                                               |
| Текст                 | зависно од коришћеног видео терминала                         |
| Графика               |                                                               |
| Боја                  |                                                               |
| Звук                  | 4 канала, 3,5 октава                                          |
| Димензије             | 178 (висина) x 201-328 (ширина) x 224 (дубина) / 1270 до 2631 |
| Портови               |                                                               |
| Оперативни систем     |                                                               |